# Кабрера, Луис Херонимо де
Луи́с Херо́нимо Ферна́ндес де Кабре́ра Бобади́лья Серда и Мендо́са, 4-й граф Чинчо́н (исп. Luis Jerónimo Fernández de Cabrera y Bobadilla; 20 октября 1589, Мадрид — 28 октября, 1647, Мадрид) — испанский аристократ, вице-король Перу с 1629 по 1639 год.
Луис де Кабрера родился в Мадриде в древней аристократической семье, приближённой ко двору испанского короля.
14 февраля 1629 года он вступил на должность вице-короля Перу, в течение своего правления он подавил восстание индейцев Уру и Арауканов. Кабрера также послал экспедицию Кристобаля де Акуньи для исследования Амазонки.
При нём был расширен и укреплён порт Кальяо и запрещена прямая торговля между Новой Испанией и Перу. Также он подверг преследованию португальских евреев в Лиме, основных торговцев в колонии в то время.
Им были установлены новые кафедры медицины в университете Сан-Маркос.

## Хинин
В отчёте, изданном в 1663 году итальянцем Себастьяном Бадо, была сделана следующая запись: в 1638 году графиня Чинчон серьёзно заболела малярией. Хуан Лопес де Канизар, губернатор Лохи, написал вице-королю о том, что он сам был недавно болен лихорадкой и выздоровел благодаря лечению корой дерева «quinaquina», и он рекомендует применить это же средство к жене вице-короля. Губернатор был вызван в Лиму, к графине было применено новое средство и она быстро пошла на поправку. В 1639 году графиня вернулась в Испанию и привезла с собой большое количество чудодейственной коры. Таким образом она стала первым человеком, явившим Европе кору хинного дерева в качестве лекарства от малярии.
Но в 1930 году был обнаружен дневник вице-короля Луиса де Кабрера. Этот дневник противоречит многим записям Себастьяно Бадо. В этом дневнике содержится информация о том, что первая жена вице-короля, Анна де Осорио, умерла ещё до отбытия её мужа в Перу. В Перу с графом отправилась его вторая жена Франсиска Энрикес де Рибера и у неё не было проблем со здоровьем. Сам вице-король имел несколько приступов лихорадки, но он никогда не проходил лечения хинином. Также в его дневнике содержится запись о том, что его вторая жена не вернулась в Испанию, умерев в Картахене, и таким образом она тоже не могла доставить в Испанию кору хининового дерева.
В свете этих поздних открытий отчёт Себастьяна Бадо был сильно дискредитирован среди историков, хотя полностью и не доказано, что содержащиеся в нём сведения не соответствуют действительности. Историки считают теперь иезуита Бернабе Кобо первым доставившим хинное дерево в Европу. Он доставил кору хининового дерева сначала в Испанию в 1632 году, а затем в Рим и другие части Италии.
Шведский ботаник Карл Линней назвал род хинновых деревьев «Чинчона» в честь жены вице-короля.

## Возвращение в Испанию
После окончания полномочий в 1639 году Луис де Кабрера вернулся в Испанию, где он стал помощником короля Филиппа IV и сопровождал его в кампаниях в Наварре, Арагоне и Валенсии.
Луис Херонимо Фернандес де Кабрера скончался 28 октября 1647 года в Мадриде.